# Belarussische Gotik

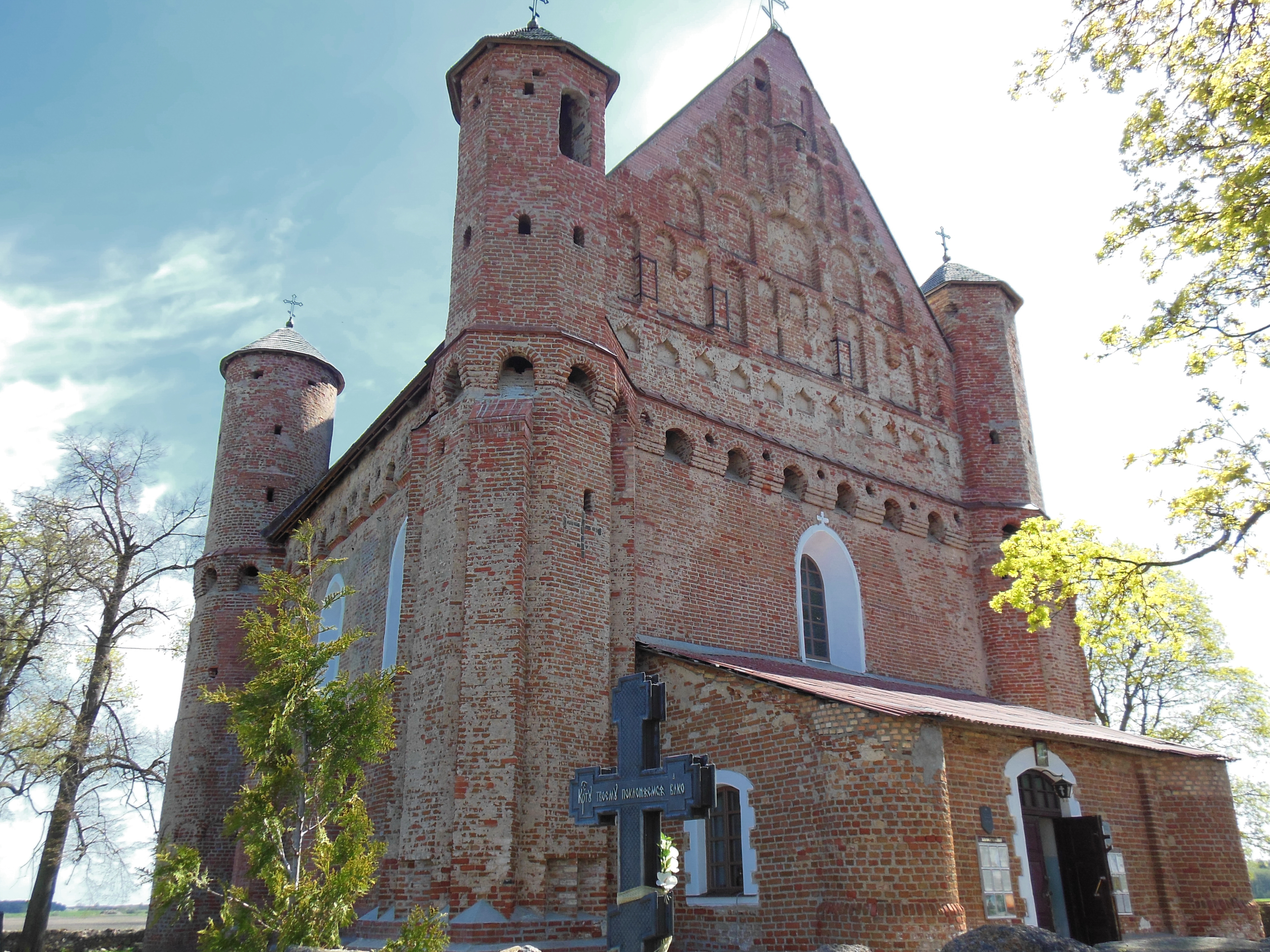
Michaeliskirche, 16. Jh., in Synkawitschy

Weißrussische Gotik, belarussisch беларуская готыка biełaruskaja hotyka, russisch белорусская готика belorusskaja gotika, ist eine Stilbezeichnung für einige Bauwerke, die im 15. und 16. Jahrhundert, großenteils in der ersten Hälfte des sechzehnten, im Bereich des heutigen Belarus, des südöstlichen Litauen und des östlichen Polen errichtet wurden. Die Bezeichnung ist nicht unumstritten und wird auch als Ausdruck eines weißrussischen Nationalismus gesehen.
Die Gebäude weisen außer typisch gotischen Stilmerkmalen auch solche auf, die man in Mittel- und Westeuropa nicht der Gotik zurechnet.

## Entstehungsbedingungen
Seit der Taufe des Kiewer Großfürsten Wladimir I. und der damit begonnenen Christianisierung des Reiches von Kiew wurde auch die Baukunst der russischen Lande stark von der byzantinischen Kunst beeinflusst. Der Zerfall der Kiewer Rus und die Unterwerfung großer Teile durch die Mongolen bzw. die Goldene Horde brachte Verwüstung und Not über das Land.
Im Verlauf des 13. Jahrhunderts und der ersten Jahre des vierzehnten wurden die russischen Fürstentümer im Bereich des heutigen Belarus schrittweise vom Großfürstentum Litauen unterworfen, das im Widerstand gegen den Staat des deutschen Ordens entstand, lange heidnisch geprägt blieb und im 14. Jahrhundert zu einer Großmacht wurde. Dieses Staatswesen hatte eine litauische Adelsschicht, aber nur im Nordwesten bildeten Litauer das einfache Volk. Insgesamt war die Bevölkerungsmehrheit slawisch, einschließlich des ursprünglich auf die Rus zurückgehenden Adels im Süden und Osten. Die Amtssprache des Großfürstentums war Ruthenisch.
Mit der 1386 geschlossenen Personalunion zwischen Polen und Litauen (Władysław II. Jagiełło) kam es zu einer zunehmenden Westöffnung und wachsendem Wohlstand, besonders nach dem endgültigen Sieg der miteinander verbundenen Staaten über den Ordensstaat 1466 (Zweiter Frieden von Thorn).
So verbreitete sich der gotische Baustil Eingang in die slawischen Teile Litauens zu einer Zeit, da er in Mitteleuropa von der Renaissance abgelöst wurde und in Südeuropa schon lange abgelöst worden war.
Im nicht einst zur Rus gehörenden Südosten der heutigen Republik Litauen waren die Bedingungen im 16. Jahrhundert ähnlich wie im heutigen Belarus. Entsprechend gibt es dort fast ebenso viele Beispiele dieses Stils. Das mit Abstand älteste ist die Kathedrale der Himmelfahrt der Gottesmutter in Vilnius zu nennen, errichtet 1346, als die Renaissance noch nicht in Mitteleuropa angekommen war, und im litauischen Reich erst die ruthenischsprachige Bevölkerung christlich. Stattdessen von „litauischer Gotik“ zu sprechen, bietet sich trotzdem nicht an, wegen des religiösen Hintergrundes, und weil es noch weitere Varianten der Gotik in Litauen gibt. Der Begriff „ruthenische Gotik“ findet sich so gut wie nicht.

## Bauformen

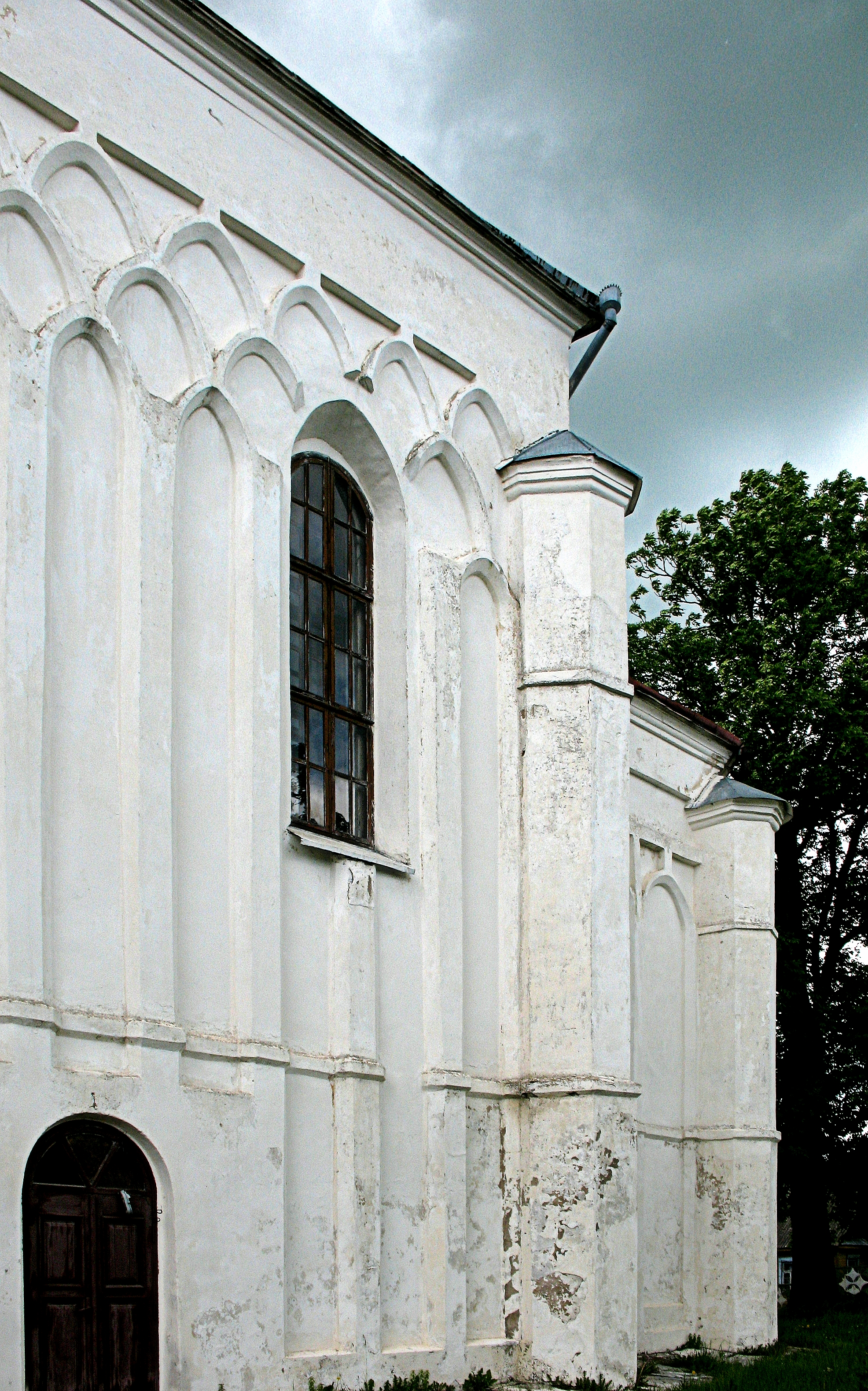
St. Boris und Gleb in Nawahrudak, Südwand
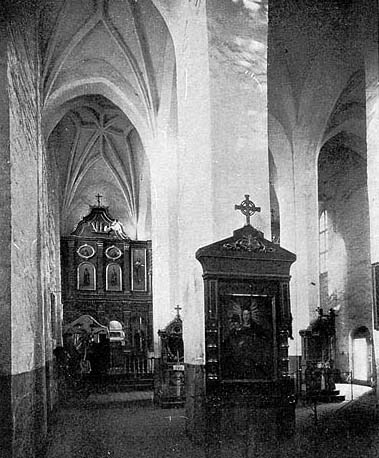
St. Boris und Gleb, Innenraum, 1519–1630
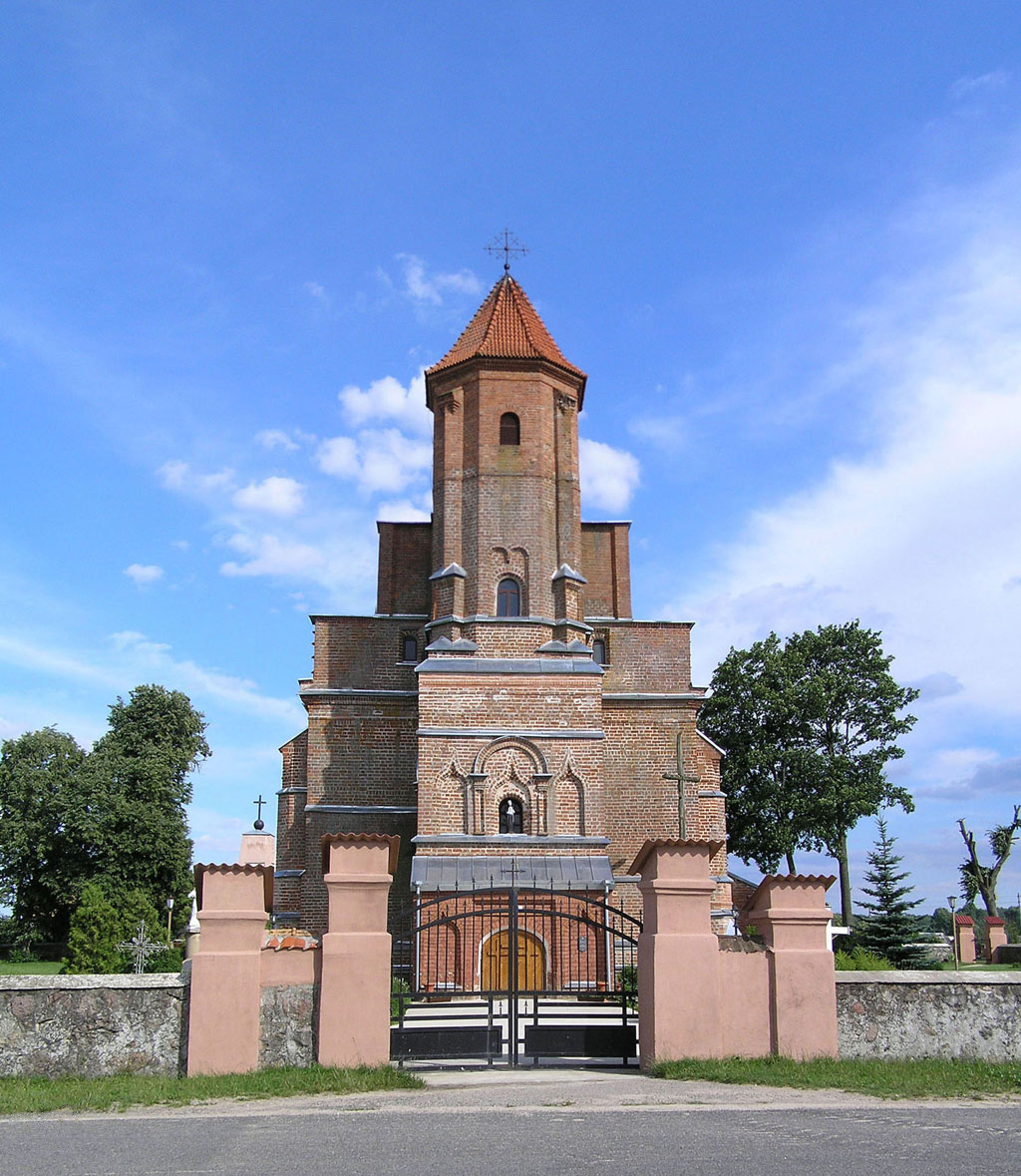
St. Michael in Hnesna, 1524–1527
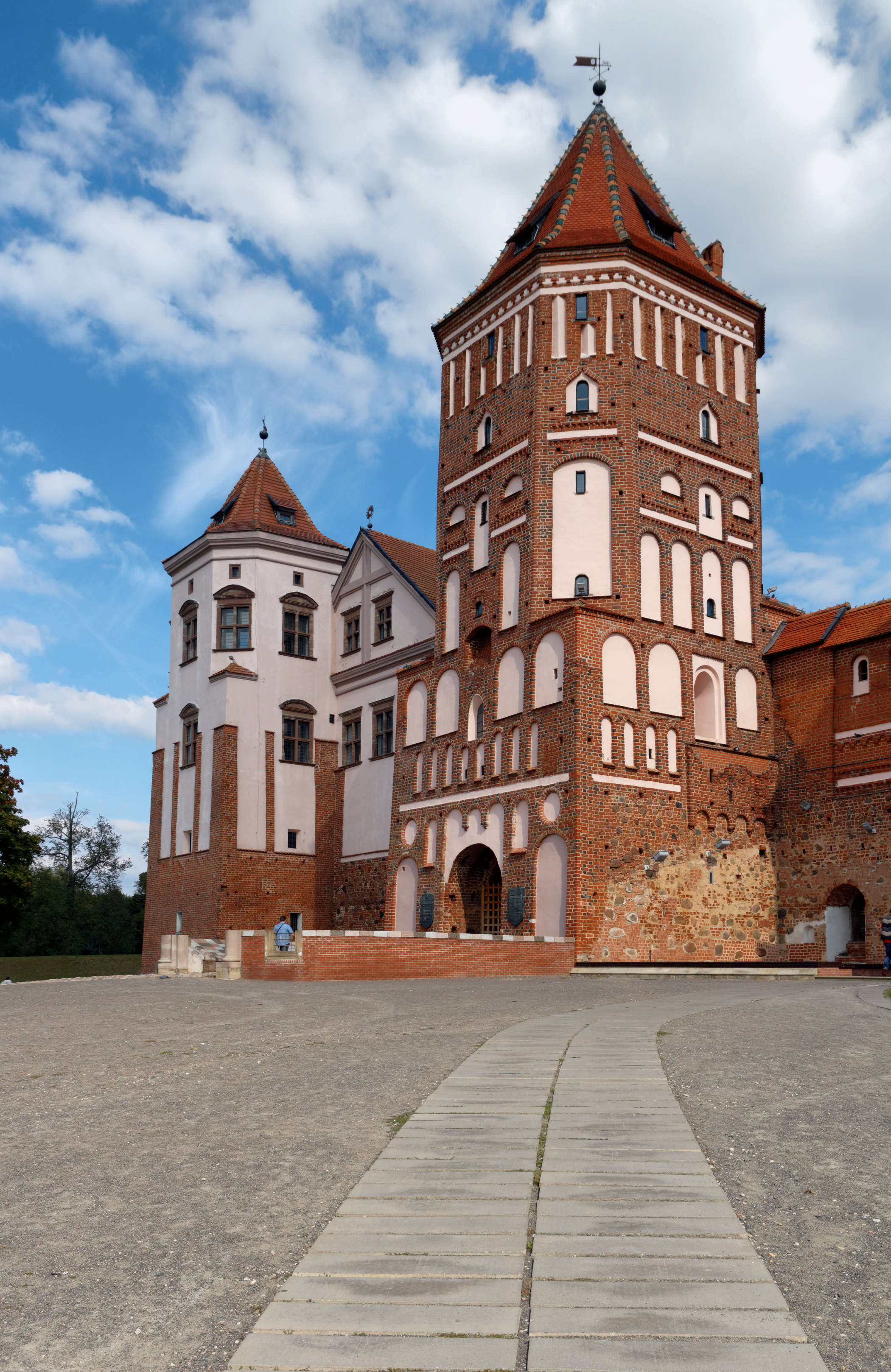
Schloss Mir, 16. Jh.

Wie aus der Entstehungssituation leicht zu erklären, ist die „weißrussische Gotik“ ein Übergangsstil aus Formen der byzantinischen Architektur, der Spätgotik und der Renaissance.
- Material: Ein Teil der Bauten hat Ähnlichkeit mit der norddeutschen Backsteingotik, andere sind vollständig verputzt.
- Bögen: Die Kirchenfenster haben überwiegend Spitzbögen. Es gibt auch spätgotische Konsolenstürze. Blendarkaden und Bogenfriese haben jedoch überwiegend Rundbögen.
- Gewölbe: Die meisten Kirchen haben die typisch gotischen Kreuzrippengewölbe. Es gibt aber auch schwere Kreuzgratgewölbe, wie man sie in Mitteleuropa in der Romanik findet, in der byzantinischen und russischen Architektur wesentlich länger.
- Baukörper: Die meisten der Kirchen sind Wehrkirchen. Bei einigen ist dieser Charakter besonders ausgeprägt, mit kurzem Kirchenschiff und vier kleinen Ecktürmen. Andere haben den normalen hohen Glockenturm am Westgiebel.

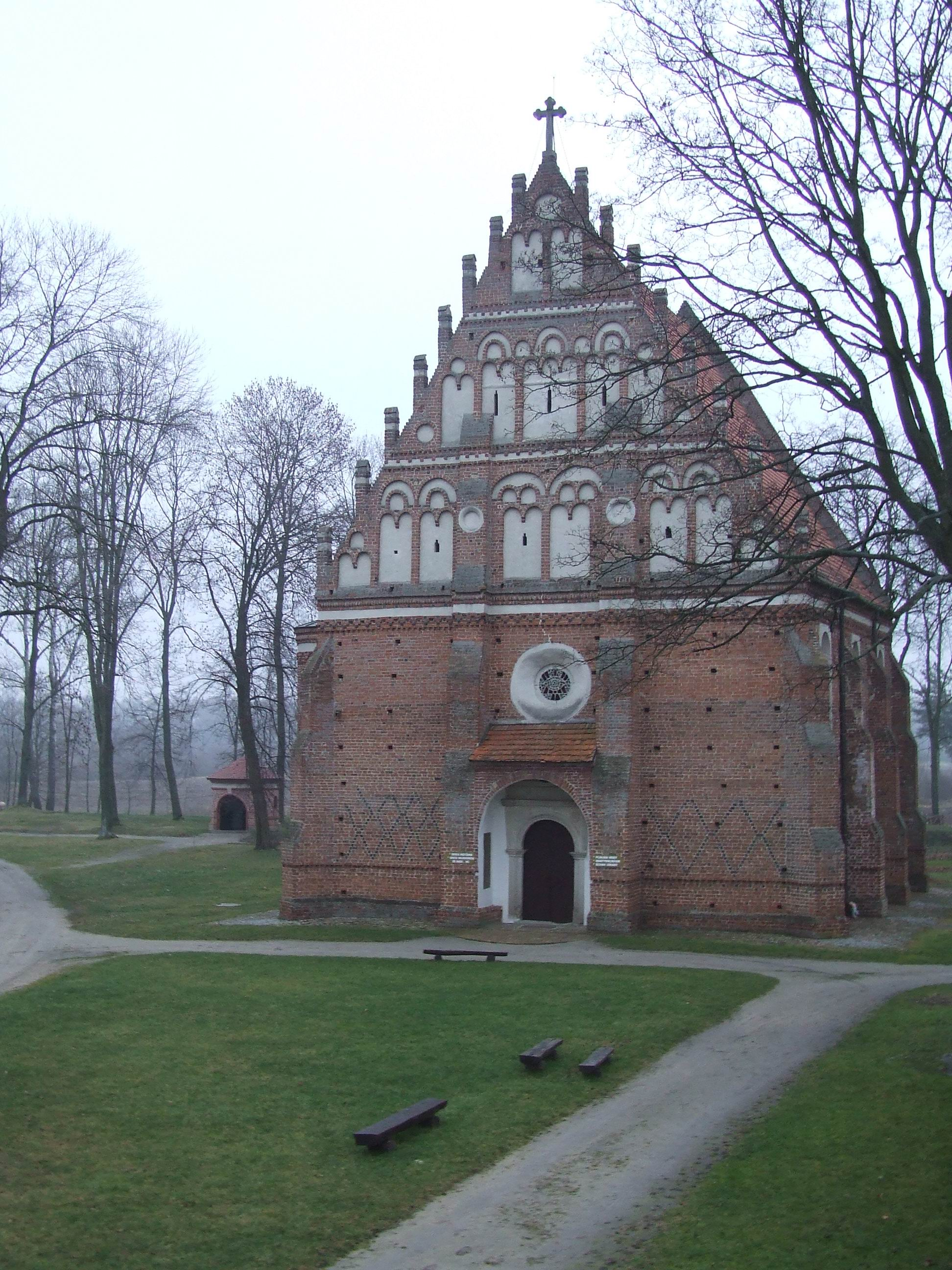
Heiliggeistk., 1530, Kodeń, Polen, am Grenzfluss Bug